# 사람속
사람속(Homo)은 현생인류와 그 직계 조상을 포함하는 분류이다. 사람속은 약 250만년 전에 등장하여, 호모 하빌리스(Homo habilis)의 등장과 함께 오스트랄로피테신(Australopithecine)의 선조로부터 진화한 것으로 추정되고 있다. 사람속의 등장과 올도완 문화에 속하는 석기가 등장한 시기가 일치하며, 이는 전기 구석기 시대의 시작으로 정의된다. 호모 사피엔스(현세 인류)를 제외한 모든 종들은 멸종했다.

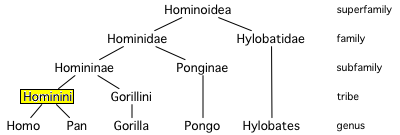
현존하는 유인원의 계통 분기도

현재까지 드러난 많은 수의 형태학적인 유사성을 감안하면, 사람속은 멸종된 사람족(hominin)의 여러 속, 특히 케냔트로푸스속(Kenyanthropus)과 파란트로푸스속(Paranthropus) 그리고 오스트랄로피테쿠스속(Australopithecus)과 매우 밀접한 관계를 지니고 있다. 2007년까지는, 사람속의 기원으로써 보편적으로 받아들여지고 있는 분류는 없다.

## 하위 종
| 종                                     | 생존 시기 (백만년) | 생존 장소              | 키(성인)   | 몸무게(성인) | 두개골 용량(cm³)      | 화석 기록  | 발견 / 출판 |
| -------------------------------------- | ------------------ | ---------------------- | ---------- | ------------ | --------------------- | ---------- | ----------- |
| 호모 하빌리스 (사람속 종인지 불명확)   | 2.3–1.5            | 탄자니아               | 110–140 cm | 33–55 kg     | 510–660               | 다수       | 1960 1964   |
| 호모 루돌펜시스 (사람속 종인지 불명확) | 1.9                | 케냐                   |            |              | 700                   | 2곳        | 1972 1986   |
| 호모 에렉투스                          | 1.9–0.14           | 아프리카, 유라시아     | 180 cm     | 60 kg        | 850(초기)–1,100(후기) | 다수       | 1891 1892   |
| 호모 에르가스테르                      | 1.8–1.3            | 동아프리카, 남아프리카 |            |              | 700–850               | 다수       | 1949 1975   |
| 호모 안테세소르                        | 1.2–0.8            | 서유럽                 | 175 cm     | 90 kg        | 1,000                 | 2곳        | 1994 1997   |
| 호모 헤이델베르겐시스                  | 0.6–0.3            | 유럽, 아프리카         | 180 cm     | 90 kg        | 1,100–1,400           | 다수       | 1907 1908   |
| 호모 세프렌시스                        | c. 0.45            | 이탈리아               |            |              | 1,000                 | 두개골 1점 | 1994 2003   |
| 호모 로데시엔시스                      | c. 0.3             | 잠비아                 |            |              | 1,300                 | 극소수     | 1921        |
| 호모 날레디                            | c. 0.3             | 남아프리카 공화국      | 150 cm     | 45 kg        | 450                   | 15명       | 2013 2015   |
| 호모 네안데르탈렌시스                  | 0.35–0.03          | 유럽, 서아시아         | 170 cm     | 55–70 kg     | 1,200–1,900           | 다수       | 1829 1864   |
| 호모 데니소반스                        | 0.04               | 알타이 지방            |            |              |                       | 1곳        | 2010        |
| 호모 사피엔스 사피엔스 (현생인류)      | 0.35–현재          | 전 세계                | 140–190 cm | 50–100 kg    | 1,000–1,850           | 현존       | — 1758      |
| 호모 사피엔스 이달투                   | 0.16–0.15          | 에티오피아             |            |              | 1,450                 | 두개골 3점 | 1997 2003   |
| 호모 플로레시엔시스                    | 0.10–0.012         | 인도네시아             | 100 cm     | 25 kg        | 400                   | 7명        | 2003 2004   |
| 붉은사슴동굴인                         |                    | 중국                   |            |              |                       | 1명        | 2012        |

## 같이 보기
- 화석 인류
- 현생 인류의 다지역 기원